# Scooby-Doo és az arábiai lovagok
A Scooby-Doo és az arábiai lovagok vagy Scooby-Doo és az 1001 éjszaka (eredeti cím: Scooby-Doo! in Arabian Nights) 1994-ben bemutatott amerikai televíziós rajzfilm a Hanna-Barbera stúdiójából. A rendezői és  a producerei Jun Falkenstein és Joanna Romersa, az írója Gordon Kent, a zeneszerzője Steven Bernstein. A film a Hanna-Barbera Cartoons gyártásában készült, a Warner Bros. Television és a Turner Entertainment forgalmazásában jelent meg. Műfaját tekintve filmvígjáték.
Amerikában 1994. szeptember 3-án mutatták be a TBS csatornán, Magyarországon 2003. szeptember 16-án jelent meg DVD-n.

## Cselekmény
A filmben Scooby és Bozont Arábiába utaznak, ahol ők lesznek a kalifa királyi ételkóstolói. Ám annyira jól végzik dolgukat, hogy mindent megesznek, ezért a kalifa rájuk küldi őreit. A menekülés érdekében női álruhát vesznek fel, ám a kalifa a nőnek öltözött Bozontot akarja feleségül venni, ezért Bozont két történettel (az Aladdin és a Szinbád paródiájával) próbálja meg elaltatni a kalifát, hogy ők addig elmenekülhessenek.

## Szereplők
| Szereplő                  | Eredeti hang     | Magyar hang       |
| ------------------------- | ---------------- | ----------------- |
| Scooby-Doo                | Don Messick      | Melis Gábor       |
| Bubu                      | Don Messick      | Fekete Zoltán     |
| Bozont                    | Casey Kasem      | Fekete Zoltán     |
| Dzsinn (Maci Laci)        | Greg Burson      | Várkonyi András   |
| Királyi séf               | Greg Burson      | Pálfai Péter      |
| Szinbád (Magilla Gorilla) | Allan Melvin     | Koroknay Géza     |
| Aliyah-Din                | Jennifer Hale    | Törtei Tünde      |
| Szultán                   | Brian Cummings   | Versényi László   |
| A repülő szőnyeg sofőrje  | Brian Cummings   | Mikula Sándor     |
| Királyi őr                | Brian Cummings   | Megyeri János     |
| Kalifa                    | Eddie Deezen     | Karácsonyi Zoltán |
| Kapitány                  | Charles Adler    | Orosz István      |
| Királyi őr                | Charles Adler    | Bácskai János     |
| Küklopsz                  | Maurice LaMarche | Varga Tamás       |
| Herceg                    | Rob Paulsen      | Barát Attila      |
| Haman                     | John Kassir      | Galbenisz Tomasz  |
| Az amulett ura            | Tony Jay         | Sótonyi Gábor     |
| Írnok                     | Paul Eiding      | Wohlmuth István   |
| Konyhai munkás            | Nick Jameson     | Kardos Gábor      |
| Udvari szabó              | Nick Jameson     | Bodrogi Attila    |
| Helybéli nő               | Kath Soucie      | Hámori Eszter     |